# Hét Kilenced
Hét Kilenced (Seven of Nine), vagy ahogy gyakran hívják: „Hetes”, a Star Trek: Voyager című tudományos-fantasztikus televíziós sorozat egyik szereplője. Először a negyedik évadban jelent meg a képernyőkön, a Skorpió című részekben. A szerepében Jeri Ryan.

## Életrajza
Annika Hansen néven született a Tendara kolónián, 2350-ben, Magnus és Erin Hansen exobiológusok gyermekeként. Hetest 6 évesen asszimilálta a Borg a USS Raven fedélzetén, ahogy az később kiderül abból az adattárolóból, amit a USS Voyager talál a Delta kvadráns szívében. A Borgot tanulmányozva Hansenék egy transztér-járat segítségével jutottak el a Delta Kvadránsba, a galaxis másik végébe, ahol asszimilálták őket. Hetes egész élete során csak a Borg kollektívát ismerte.
Évekkel később, mikor időleges szövetség köttetett a Borg és a USS Voyager között (Skorpió I, II), a föderációs hajó legénységével közösen dolgozott egy, a 8472-es faj ellen bevethető fegyveren. Később kiderül, hogy a korábbi megegyezés ellenére a Borgnak nem állt szándékában elengedni a Voyagert. Kathryn Janeway parancsára Chakotay és B’Elanna Torres leválasztják Hetest a kollektíváról, ezzel megakadályozva azt, hogy a Borg királynő utasítására asszimilálni tudja a hajót. Ezek után önálló lényként lehetősége nyílik rá, hogy ismét felvegye az Annika Hansen nevet, de ő inkább a Borg azonosítója (Hét Kilenced) mellett dönt.
A "Pók hálójában" c. duplarészben a Borg újból elragadja őt, de nem asszimilálják. A Borg királynő az emberek elleni végső csapáshoz szeretné felhasználni Hetes emberekről, azok tudásáról és taktikájáról szerzett tapasztalatait. A királynő mellett találkozik a már évtizedekkel korábban asszimilált apjával is. A Voyager legénysége végül kiszabadítja Hetest a Borg karmaiból, aki így sértetlenül visszatérhet a hajóra.
A kollektíváról való leválasztása után Janeway személyében mentorára lel, aki segít neki beilleszkedni az emberi társadalomba. Ebben a Doktor is a segítségére van, aki azon fáradozik, hogy szocializálódjon, és hogy érző lényként beilleszkedjen a legénység soraiba. A Doktor mélyebb érzelmeket is táplál iránta, de ebből nem lesz semmi. A sorozat utolsó évadában románc szövődik közte és Chakotay, a Voyager elsőtisztje között, és – amint az utolsó részből kiderül – összeházasodnak.

## Személyiség
Személyisége a kezdetekben inkább egy vulkániéhoz hasonlított, gyakran követett el parancsmegtagadást, irracionálisnak, érzelgősnek vélte Janeway néhány parancsát, ami korábbi, Borg létének volt tulajdonítható. A visszailleszkedés az emberi létbe jóval nehezebben ment neki, mint más dolgozóknak (pl. Hugh), mivel gyermekkorától a Borg része volt, és így életének jelentős részét a kollektívában töltötte.
A Borgtól örökölt intelligenciája, technikai jártassága és profizmusa többször vált a legénység hasznára.

## A kritika
Hetes karakterét több részről is kritizálták. Néhány fanatikus Star Trek rajongó ostobaságnak tartotta egy Borg beillesztését a legénység soraiba, ráadásul testre simuló ezüstös ruhája is nagy megdöbbenést okozott.
A veterán Star Trek író és rendező, Ronald D. Moore szerint Hetesnek sokkal jobban kellett volna egy Borgra hasonlítania.

## Baki
Az ötödik évad hetedik epizódjában kb. a 36. perc felénél Hetes felkiált és ekkor látható, hogy a színésznőnek amalgám tömése van az egyik bal felső nagyörlőjében. Felvetődik a kérdés, hogy a Borgnál megengedhető-e egy ilyen "elavult" orvosi technológia fenntartása, azaz a stáb maszkmesterei használhattak volna valamilyen színezőanyagot a jelenet forgatása közben a színésznő fogának ezen részén.